# Viridium
Viridium Holding AG (Viridium Gruppe) mit Sitz in Neu-Isenburg führt Lebensversicherungs-Altbestände, die für das Neugeschäft geschlossen sind (so genannte Run-Offs), langfristig fort.

## Geschäftsfelder
Die Viridium Versicherungsgruppe ist Anbieter von Lebensversicherungsbeständen. Viridium erwirbt Lebensversicherungsunternehmen und -bestände, die für das Neugeschäft geschlossen sind, und konzentriert sich ausschließlich darauf, die Verträge zu verwalten und über die gesamt Laufzeit fortzuführen. Das Geschäftsmodell der Fortführung von Versicherungsbeständen wird auch als Run-Off bezeichnet.

## Geschichte

### Heidelberger Leben Gruppe
Die Viridium Gruppe wurde 2013 durch ein Gemeinschaftsunternehmen von Cinven und Hannover Rück gegründet, und nach dem Holdingprinzip strukturiert, und trat zunächst als Heidelberger Leben Gruppe auf; die Namensgebung geht auf die erste erworbene Gesellschaft, die Heidelberger Lebensversicherung, zurück.
Die Gruppe schloss den Erwerb der Skandia Lebensversicherung AG im Oktober 2014 ab.

### Viridium Gruppe
Seit Oktober 2016 firmiert die Gruppe unter dem Namen Viridium Gruppe, um aus der Namensidentität mit der Heidelberger Lebensversicherung resultierende Irritationen zu vermeiden und die Eigenständigkeit des Geschäftsmodells als Bestandsmanager deutlich zu machen.
Im August 2017 erwarb die Viridium Gruppe von der Protektor Lebensversicherungs-AG den Bestand der ehemaligen Mannheimer Lebensversicherung AG. Dieser wurde im Anschluss in Entis Lebensversicherung AG umbenannt und umfasst heute rund 72.000 Lebensversicherungsverträge.
Mit Wirkung zum 30. April 2019 hat die Viridium Gruppe den mehrheitlichen Erwerb (89,9 %) der Generali Lebensversicherung AG von der Generali in Deutschland abgeschlossen. Durch die Übernahme baute Viridium die Position in diesem Marktsegment in Deutschland aus. Der Transaktion vorausgegangen war ein umfangreiches Inhaberkontrollverfahren durch die Bundesanstalt für Finanzdienstleistungsaufsicht (BaFin). Im September 2019 bestätigte die Viridium Gruppe den Verkauf eines Immobilienportfolios aus dem Anlagevermögen der Generali Lebensversicherung AG (Generali Leben) an die Commerz Real. Im Oktober 2019 wurde die Generali Lebensversicherung in Proxalto Lebensversicherung umbenannt.
Im Juni 2022 verkündete Viridium vorbehaltlich der BaFin-Genehmigung die Übernahme des Lebensversicherungsbestandes der Zurich Gruppe Deutschland (Rund 720.000 Verträge mit rund 21 Milliarden Euro verwaltetem Vermögen in der Zurich Life Legacy). Im Januar 2024 verkündete das Unternehmen das Scheitern der Übernahme, das auf mutmaßliche Bedenken der Aufsichtsbehörde gegenüber dem hinter Viridium stehenden Finanzinvestor Cinven zurückgeführt wird.
Nachdem im Mai 2024 über erste Gespräche zur möglichen Übernahme der Viridium durch neue Eigentümer berichtet wurde, startete laut Medienberichten Ende Oktober des Jahres der konkrete Verkaufsprozess auch unter Teilnahme diverser internationaler Investoren. Ende April 2025 erhielt ein Konsortium der deutschen Versicherungsgruppe Allianz SE, des US-amerikanischen Vermögensverwalters BlackRock und der japanischen Versicherungsgruppe T&D Holdings für einen kolportierten Kaufpreis von 3,5 Mrd. Euro den Zuschlag für den bisherigen Cinven-Anteil von 70 %. Am 1. August 2025 vermeldete die Viridium den Abschluss der Transaktion, wobei die Hannover Rück ihren Anteil bis zum 30. September gleich an Santander Insurance und PG3, das Family Office der Gründer der Partners Group weitergibt. Wie groß der Anteil der einzelnen Investoren ist, wurde nicht veröffentlicht.

## Unternehmensstruktur
Zur Viridium Gruppe gehören folgende Portfoliogesellschaften (Stand Ende 2024):
- Entis Lebensversicherung AG, Neu-Isenburg
- Proxalto Lebensversicherung AG (ehemals Generali Lebensversicherung AG), Hamburg
- Heidelberger Lebensversicherung AG, Neu-Isenburg
- Skandia Lebensversicherung AG in Deutschland, Neu-Isenburg

Zudem wurde 2019 ein Rückversicherer gegründet, in dem aussagegemäß alle aktiven Rückversicherungslösungen gebündelt werden sollen.
Die Portfoliogesellschaften der Viridium Gruppe verwalten zusammen, Stand Ende 2024, ein Vermögen von rund 68 Milliarden Euro in über 3,2 Millionen Versicherungsverträgen.

## Eigentümer
Bis zum Sommer 2025 waren die internationale Beteiligungsgesellschaft Cinven, die die Mehrheit hielt, sowie die Rückversicherungsgruppe Hannover Rück und der Erstversicherungskonzern Generali Gesellschafter der Viridium Gruppe. Zum 1. August 2025 hat ein Konsortium führender Versicherer und Vermögensverwalter bestehend aus Allianz, BlackRock, Generali Financial Holdings, Hannover Rück und T&D Holdings die Übernahme der Viridium Gruppe von Cinven abgeschlossen. Santander Insurance und PG3, das Family Office der drei Mitgründer der Partners Group, werden zum 30. September 2025 Hannover Rück als Mitglied des Konsortiums ersetzen.